# Sanguan
Sanguan (三官,  San-kuan, englisch Three Offices/Three Officials – „Drei Herrscher/Drei Beamte“, auch Sanyuan 三元 oder Sanguan dadi 三官大帝) ist ein Oberbegriff für drei daoistische Gottheiten: Tianguan, den Herrscher des Himmels, Diguan, den Herrscher der Erde und Shuiguan, den Herrscher des Wassers. Ihre Verehrung geht bis auf die Zeit der Östlichen Han-Dynastie zurück (Zhang Jiao).
Im Kreis Xinjiang befindet sich der denkmalgeschützte Tempel Sanguan miao 三官廟.